# 张海涛 (学者)
张海涛（1927年9月20日—2019年1月14日），湖北汉川人，中国社会科学院世界历史研究所研究员，中国社会科学院荣誉学部委员，新华社联合国分社首任社长。